# Schmitz (Einheit)
Der Schmitz war ein Längenmaß, nach welchem man die Länge/Breite der Kette beim Tuchweben bestimmte.
- Österreich: 1 Schmitz = 4 Ellen (Wiener) = 3,117 Meter
- Sachsen: 1 Schmitz = 8 Ellen (Leipziger) = 4,532 Meter
- Hannover: 1 Schmitz = 8 Ellen (Hannover.) = 4,6736 Meter